# 森万吉
森 万吉（萬吉、もり まんきち、1883年（明治16年）3月8日 - 没年不明）は、明治時代後期から昭和時代前期の台湾総督府官僚。台南市尹。花蓮港庁長。

## 経歴
東京府荏原郡馬込村（馬込町、東京市大森区を経て、現東京都大田区）に生まれる。1907年（明治40年）3月、台湾総督府雇となり、同年7月、文官普通試験に合格する。1908年（明治41年）4月、統計講習会を修了し、土木局勤務を拝命する。ついで臨時台湾工事部書記、土木局庶務課勤務、台北庁属、内務局土木課庶務係長などを経て、1924年（大正13年）12月、新竹州苗栗郡守となる。1926年（大正15年）1月、台南州虎尾郡守、1928年（昭和3年）9月、台中州豊原郡守を経て、1932年（昭和7年）4月、台南市尹に就任。1933年（昭和8年）10月、花蓮港庁長に転じ、1934年（昭和9年）9月に退官した。退官後は、嘉南大圳理事や台湾拓殖台南支店長を務めた。